# Kościół Świętego Marcina w Swarzędzu
Kościół św. Marcina w Swarzędzu – rzymskokatolicki kościół w Swarzędzu, należący do dekanatu swarzędzkiego. Parafia jest najstarszą w mieście. Kościół wielostylowy, wielokrotnie przebudowywany.

## Historia
Kościół w Swarzędzu zbudowano już w XII w. z inicjatywy rodziny Łodziów. Pierwszy murowany obiekt postawili Górkowie w XVI w. Kolejną świątynię wybudowano z cegły ok. 1638 i konsekrowano w 1656. Kościół ten jednak na przestrzeni lat podupadł i dopiero w 1777 odbudował go Teodor Rożmiński. W 1792 dobudowano wieżę wysokości 90 stóp.  W 1897 dziekan Dambek dodał poprzeczną nawę. W roku 1966 ówczesny proboszcz ks. Bogdan Podhalański zamówił wykonanie we wnętrzu kościoła fresków (technika al fresco) autorstwa Łucji i Józefa Oźminów. W 1970 świątynię wpisano do rejestru zabytków.

## Kaplice i otoczenie
Kościół posiada dwie kaplice:
- Matki Boskiej Częstochowskiej,
- św. Józefa – patrona stolarzy, których miastem jest Swarzędz.

Obiekt otacza cmentarz, na którym spoczywają m.in.:
- Czesław Grynia (1899-1927), powstaniec wielkopolski, oficer 22. Pułku Ułanów Poznańskich, zmarły w 1927, pierwotnie pochowany w miejscowości Czarnokońce Wielkie koło Lwowa, w 1928 zwłoki sprowadzono do Swarzędza[4],
- Leon Grynia (1895-1939), lotnik, zginął w kampanii wrześniowej, podczas niemieckiego nalotu na lotnisko Ławica w dniu 1 września 1939[5],
- Franciszek Grynia (1891-1961), dyrektor szkoły zawodowej, działacz społeczny i polityczny[5],
- Stanisław Roszak (1854-1923), poseł polskiego sejmu dzielnicowego,
- Edmund Roszak (1899-1962), powstaniec wielkopolski,
- Henryk Szuman (1822-1910), poseł do sejmu pruskiego, organizator Polskiej Ligi Akademickiej w Berlinie, prezes Centralnego Towarzystwa Gospodarczego (grobowiec zniszczony przez Niemców w 1939),
- Maksymilian Głowiński (1891-1968), powstaniec wielkopolski, żołnierz Armii Krajowej[6].

Ponadto na cmentarzu, przy kościele stoją dwa pomniki:
- "W Stulecie Niepodległości 1918-2018" z listą 59 nazwisk powstańców wielkopolskich i cytatem ze św. Jana Pawła II: Nie chciejcie Ojczyzny, która Was nic nie kosztuje,
- "Pamięci swarzędzkich dzieci które w czasie zaboru pruskiego walczyły o nauczanie w języku polskim" postawiony w stulecie strajku szkolnego, który miał miejsce 23 października 1906, ufundowany przez mieszkańców miasta (2007)[6].

## Galeria

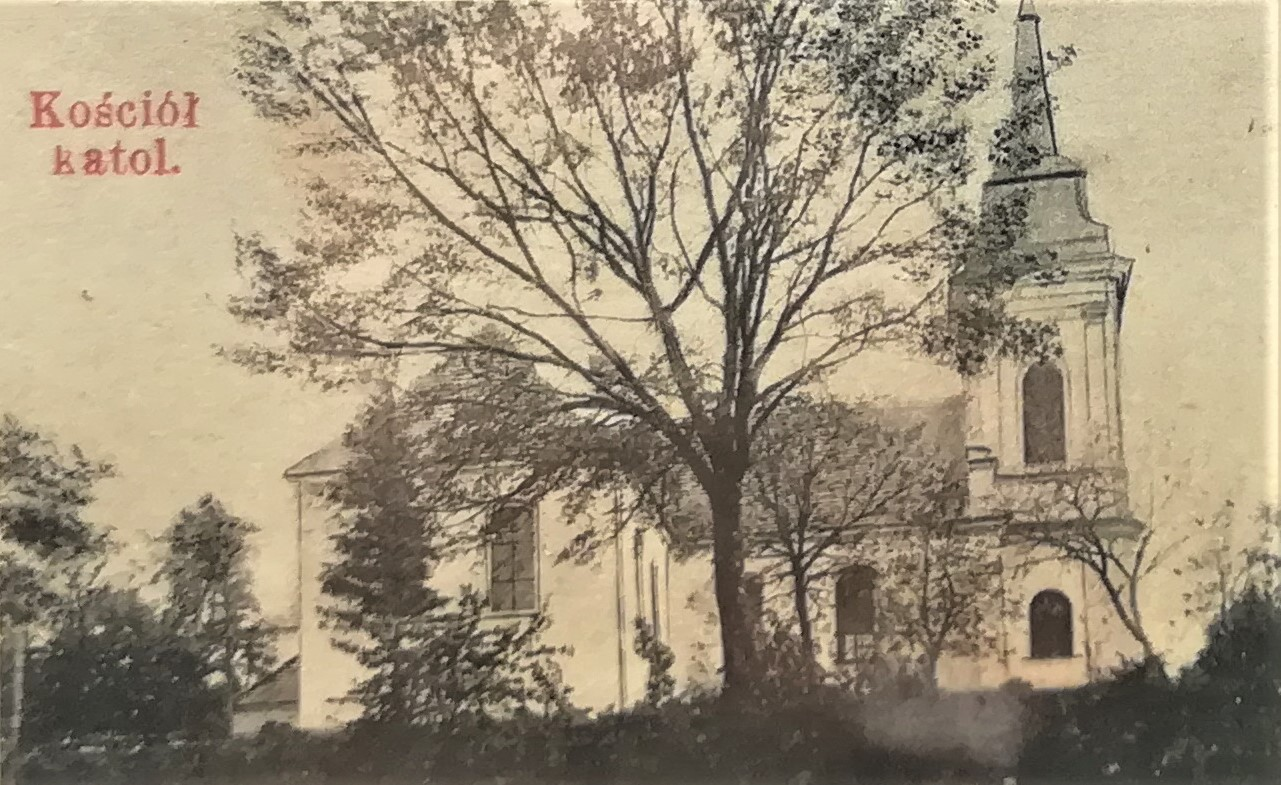
Widok z 1909
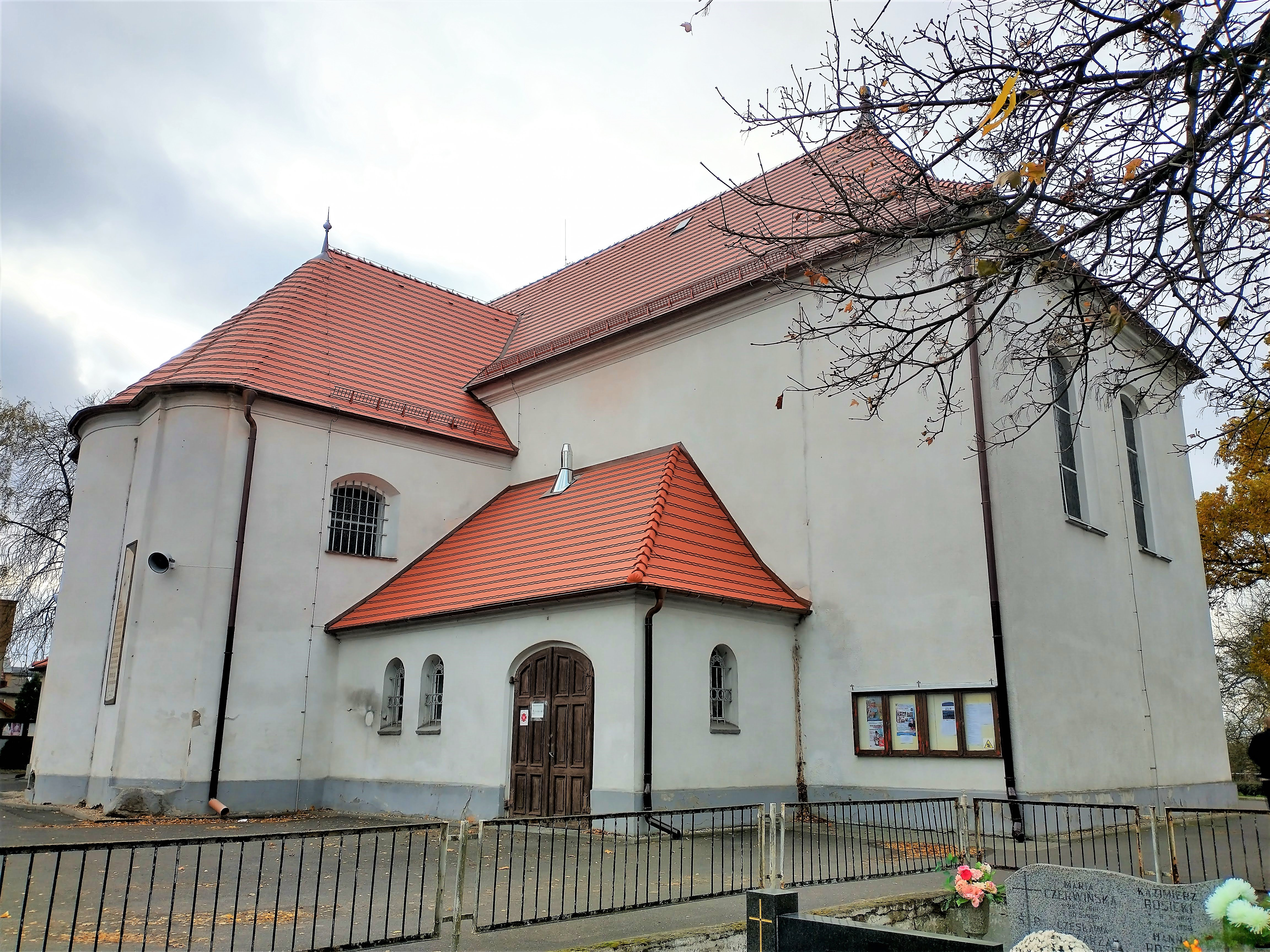
Widok od prezbiterium
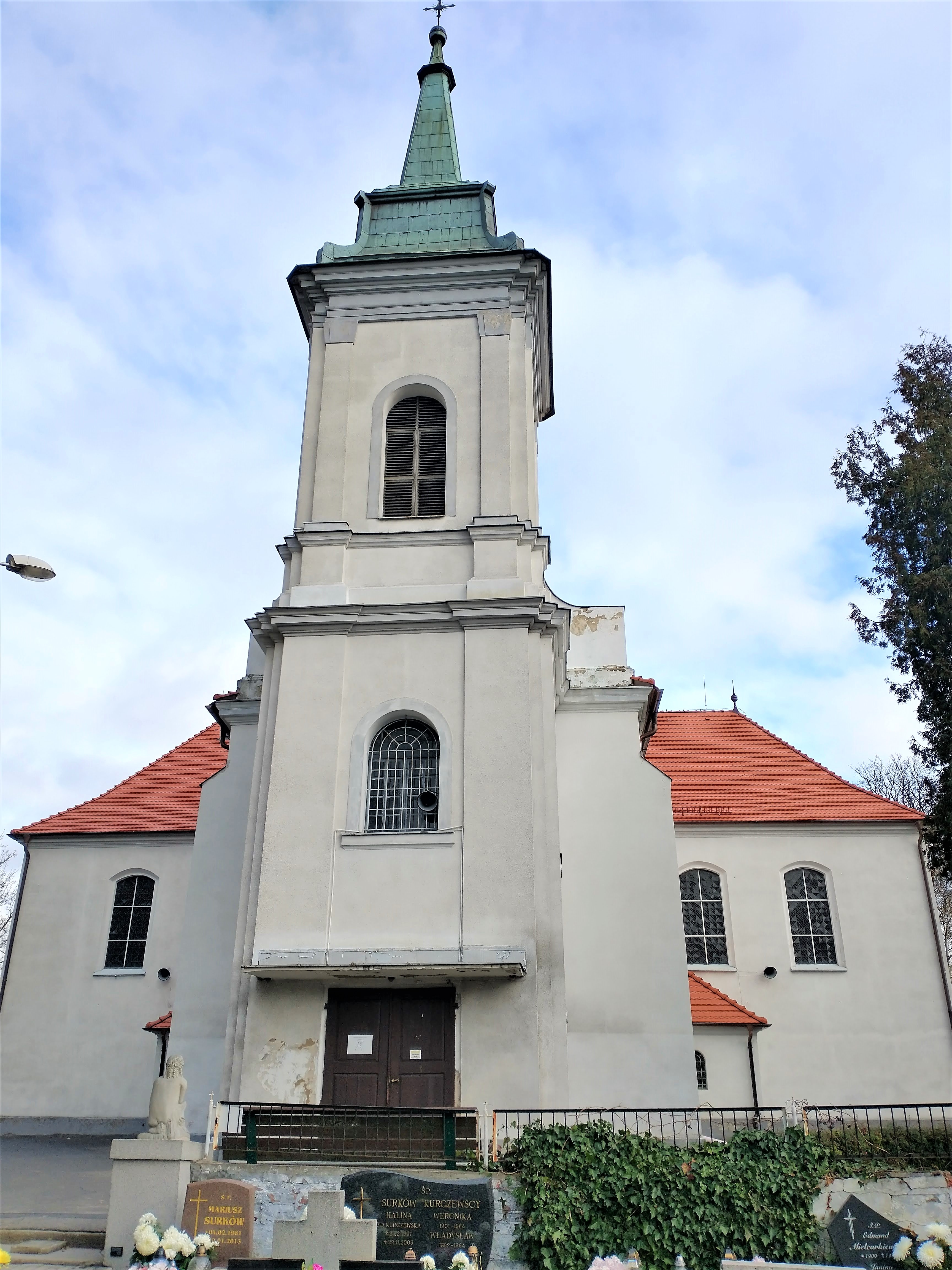
Wieża
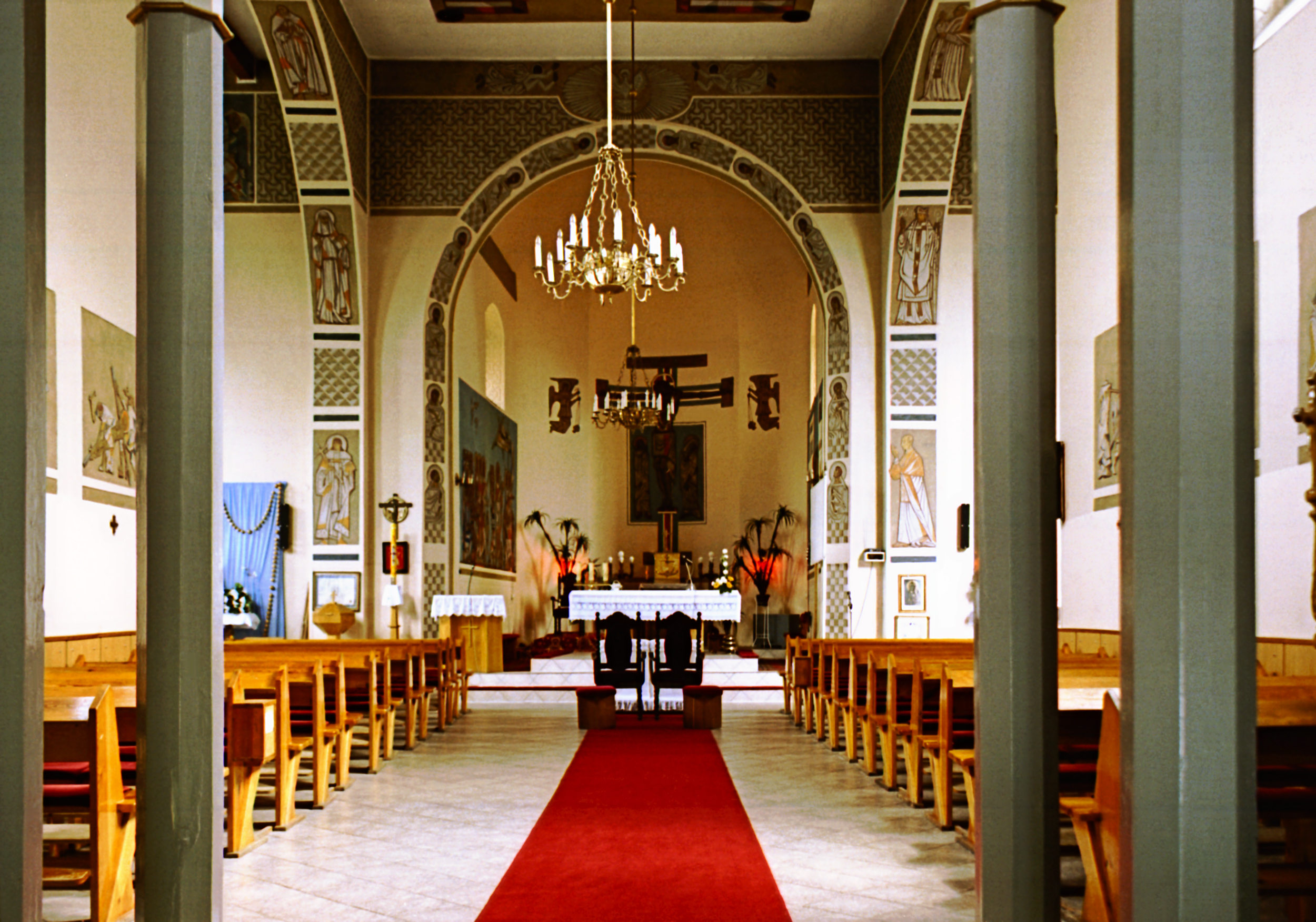
Wnętrze z ołtarzem